# Orosháza
Orosháza je mesto na Madžarskem, ki upravno spada v podregijo Orosházi Županije Békés.